# El Campillo de la Jara
El Campillo de la Jara es un municipio y localidad española de la provincia de Toledo, en la comunidad autónoma de Castilla-La Mancha.

## Toponimia
El Campillo significa «el campo pequeño», referido a las parcelas de cultivo cereal o cercas que se disponen entre el caserío y en sus inmediaciones. Predomina de tal manera que en el siglo XVIII todavía no formaba un caserío unido, sino grupos o barrios en donde las casas alternan con las cercas, los olivares y los viñedos.[cita requerida]

## Geografía
El municipio se encuentra situado en una llanura de la comarca de La Jara y linda con los términos municipales de Aldeanueva de San Bartolomé, La Estrella, La Nava de Ricomalillo, Sevilleja de la Jara, Puerto de San Vicente y Mohedas de la Jara, todos de la provincia de Toledo.
| Noroeste: Aldeanueva de San Bartolomé La Estrella | Norte: Fuentes Adeanueva de Barbarroya | Noreste: La Nava de Ricomalillo Buenas Bodas |
| Oeste: Mohedas de la Jara                         |                                        | Este: Gargantilla Sevilleja se la Jara       |
| Sudoeste: Puerto de San Vicente Alía              | Sur: Puerto de San Vicente             | Sudeste: Minas de Santa Quiteria Puerto Rey  |

Por su término discurren los ríos Cubilar y Huso. El primero es afluente del segundo y éste del Tajo.

## Historia
Tras la batalla de las Navas de Tolosa comienza a poblarse la zona, conociéndose el poblado como la "Nava del Campillo". En 1495 aparece ya como El Campillo.
Hacia mediados del siglo XIX, el lugar tenía contabilizada una población de 1012 habitantes. Su industria se componía de 14 molinos de harina y 3 de aceite. La producción agrícola se basaba en algunos cereales, legumbres y olivas. El presupuesto municipal era de 6400 reales de los cuales 2000 eran para pagar al secretario, y se cubría con la producción de bellota, los pastos de la dehesa y los impuestos vecinales. Aparece descrito en el quinto volumen del Diccionario geográfico-estadístico-histórico de España y sus posesiones de Ultramar de Pascual Madoz de la siguiente manera:

CAMPILLO DE LA JARA: l. con ayunt. en la prov. y dióc. de Toledo (20 leg), part. jud. del Puente del Arzobispo (4), aud. terr. de Madrid (28), c. g. de Castilla la Nueva: sit. en una llanura; lo combaten los aires N. y O.; es de clima frio, y se padecen gastritis y catarros: tiene 240 casas con la de ayunt., y sirve de cárcel una habitacion en esta última; hay escuela sin dotacion, á la que concurren 20 niños; igl. dedicada á la Cátedra de San Pedro en Antioquia, aneja á la parr. de Mohedas, y servida por un teniente de residencia fija, y en los afueras una ermita arruinada con el titulo de Sta. Perpetua y Santiago. Confina el térm. con Aldeanueva de San Bartolomé; E. Mohedas; S. La Mina y Puerto de San Vicente; O. Nava de Ricomalillo y Sevilleja, á dist. de 1/2 leg. próximamente por todos los puntos, y comprende un monte arbolado de encina, una dehesa de pastos, todo de los propios y algunas tierras de labor; le bañan los r. Cubilar y Huso, de los cuales el primero entra en el segundo en término de la Estrella, y ambos en el Tajo cerca de Azutan. El terreno aunque llano, es bastante desigual, de mala calidad y de secano; los caminos, vecinales; el correo se recibe en Puente del Arzobispo por baligero los lunes y jueves. prod. escasos cereales, legumbres y aceite; se mantiene ganado lanar, cabrio, de cerda y vacuno en corto número, y se cria caza menor: ind. 14 molinos harineros y 6 destruidos en Huso y Cubilar: 5 molinetas de aceite; aquellos muelen á represas con una piedra lo mas 3 meses al año: poco comercio de granos, ganados y aceite: pobl.: 234 vec., 1,012 alm. cap. prod.: 728,456 rs.: imp.: 19,761. contr. segun el cálculo general de la prov., 74'48 por 100. presupuesto municipal 6,400, del que se pagan 2,000 al secretario por su dotacion, y se cubre con el producto de bellota del monte, el de los pastos de la deh. y repartimiento vecinal.
(Madoz, 1846, p. 357)

Hasta la reforma de la nomenclatura municipal de 1916 el municipio se llamaba simplemente El Campillo. En dicha fecha su nombre fue modificado por el de El Campillo de la Jara.

## Demografía
Cuenta con una población de 322 habitantes (INE 2024).
| Gráfica de evolución demográfica de El Campillo de la Jara entre 1842 y 2021 |
| |
| Población de derecho según los censos de población del INE Población de hecho según los censos de población del INEEn estos censos se denominaba El Campillo: 1842, 1860, 1877, 1887, 1897, 1900 y 1910 En estos censos se denominaba Campillo: 1857 |

## Administración
| Periodo   | Nombre                      | Partido       |
| --------- | --------------------------- | ------------- |
| 1979-1983 | Teresa Gómez González       | UCD           |
| 1983-1987 | Juan Rodríguez García       | AP/PDP/UL     |
| 1987-1991 | Tomás Aceituno Díaz         | PSOE          |
| 1991-1995 | Tomás Aceituno Díaz         | PSOE          |
| 1995-1999 | Santiago Gómez González     | PP            |
| 1999-2003 | José Aceituno Ballesteros   | Independiente |
| 2003-2007 | Emilio Gamino Sánchez       | PSOE          |
| 2007-2011 | Emilio Gamino Sánchez       | PSOE          |
| 2011-2015 | Emilio Gamino Sánchez       | PSOE          |
| 2015-2019 | Emilio Gamino Sánchez       | PSOE          |
| 2019-2023 | Elena Munilla               | PP            |
| 2023-act. | Delfín Montealegre Sanguino | PSOE          |

## Servicios
- Piscina municipal
- Colegio Rural Agrupado La Jara
- Centro de atención médica

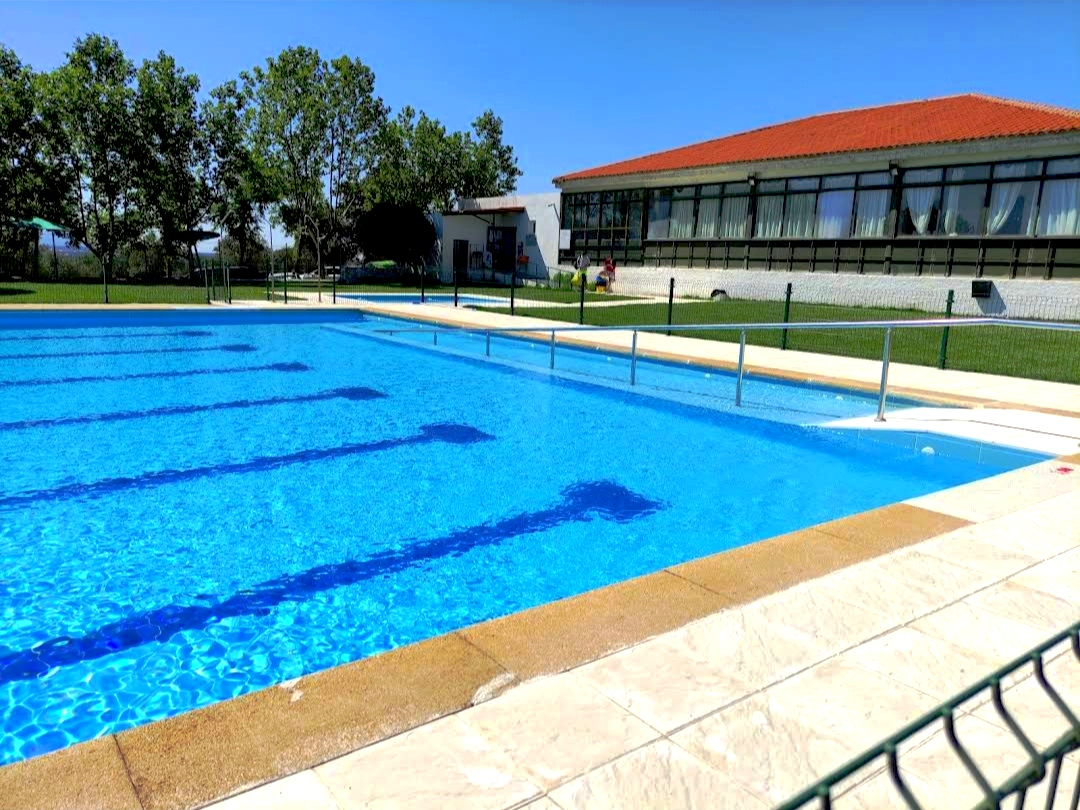
Piscina municipal

- Residencia de mayores Navarredonda, abierta en noviembre de 2009.

## Patrimonio

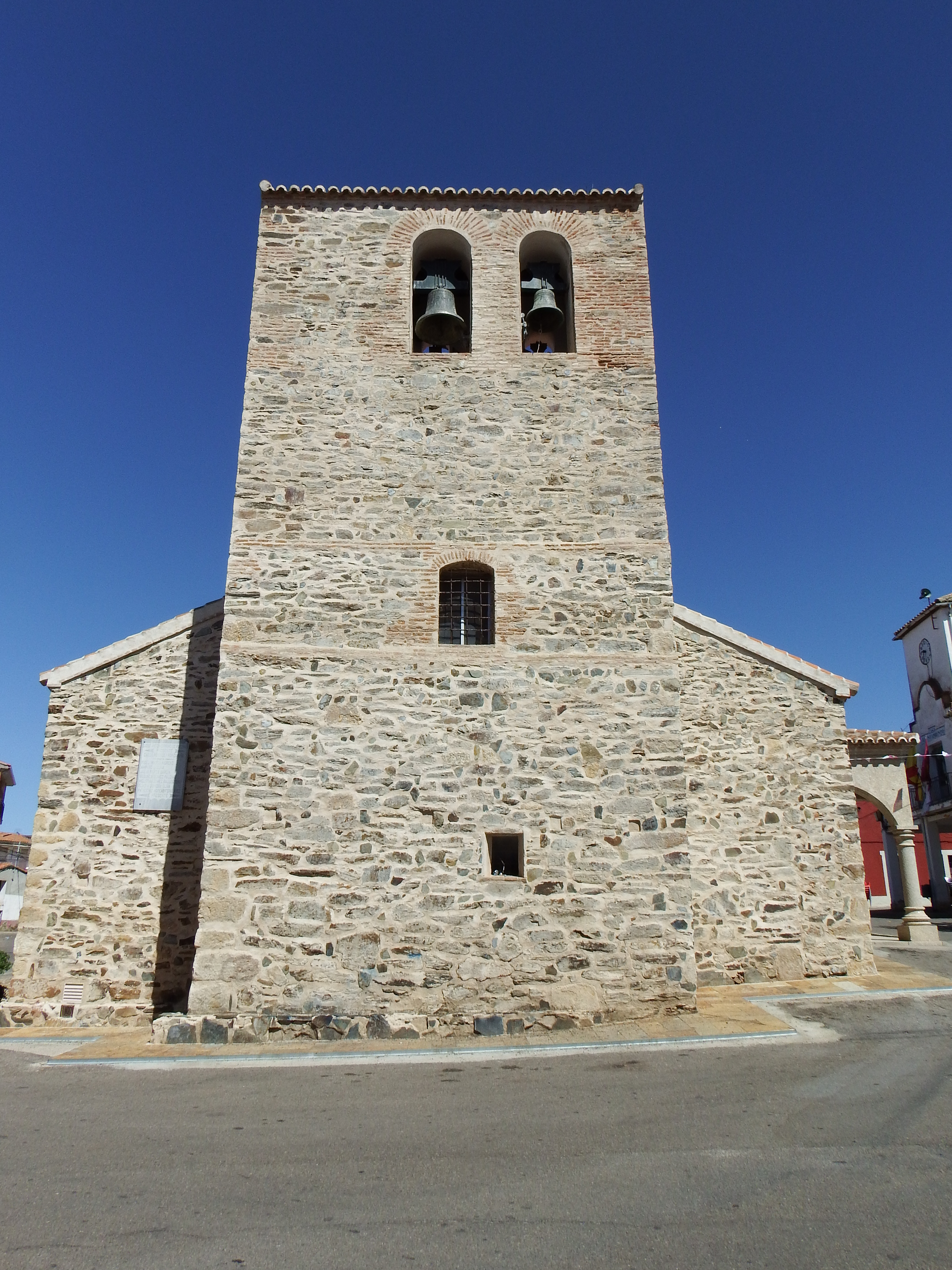
Iglesia de San Pedro

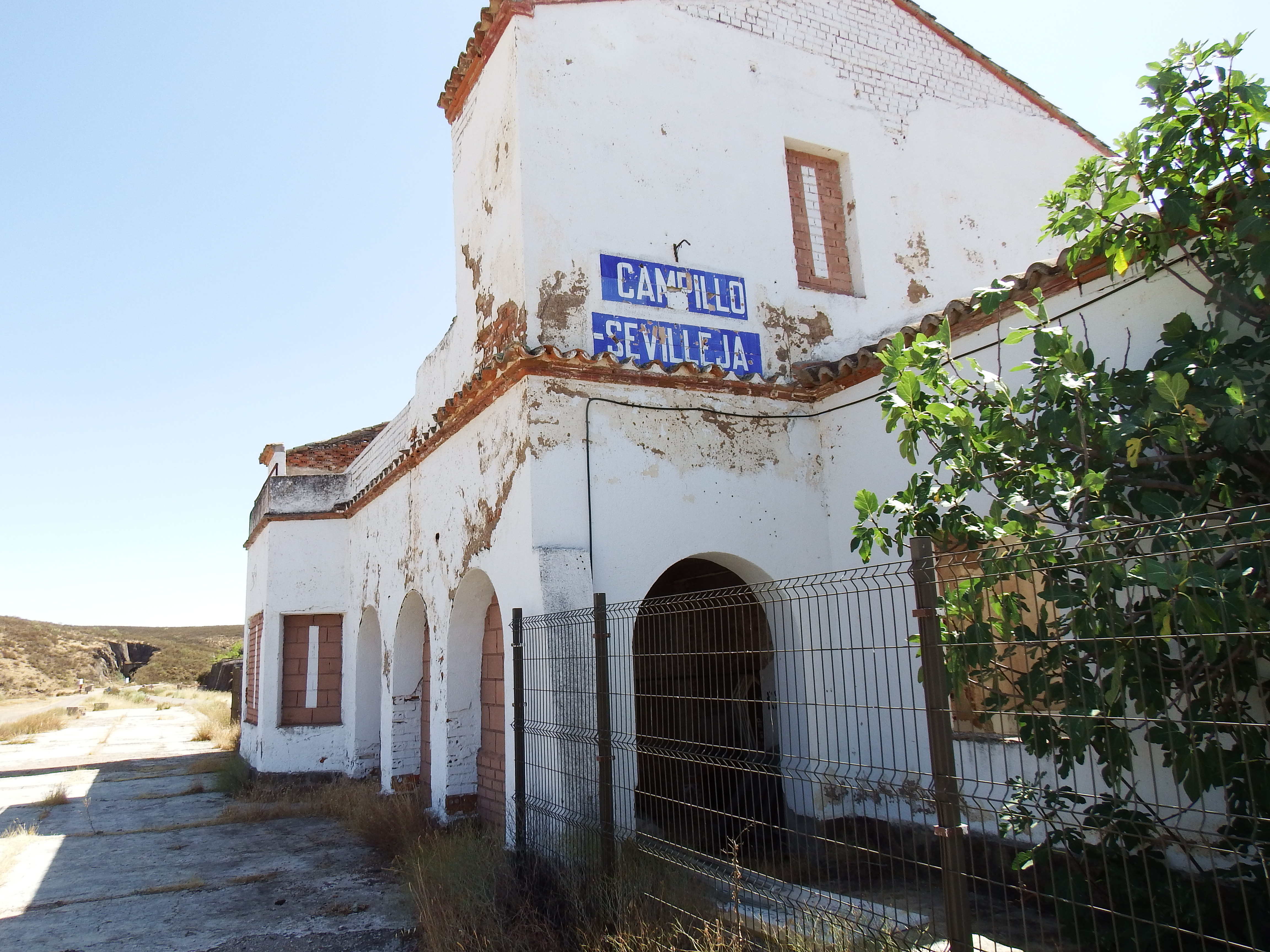
Estación de Campillo-Sevilleja

- Ermita de Santa Perpetua y Santiago.
- Iglesia de la Cátedra de San Pedro en Antioquía.
- Vía verde de la Jara: proyecto de trazado ferroviario que nunca llegó a culminar debido a la guerra, reconvertido en una ruta turística a través de la comarca de la Jara. Contando con espacios protegidos como son las Zonas de Especial Protección para las Aves, flora como jaras y cantuesos, fauna como ciervos, jabalíes y zorros, o aves emblemáticas como águila perdicera, águila imperial ibérica, águila real y cigüeña negra.

## Fiestas
- Las primeras fiestas de la localidad son las de La Candelaria (Virgen de la localidad), que se celebran el 2 de febrero.
- Las segundas fiestas son las de San Blas (patrón de la localidad) y se celebran el 3 de febrero.
- Las siguientes fiestas son las fiestas de la Juventud o fiestas del verano celebradas la primera semana de agosto.
- Las siguientes fiestas son la Semana Cultural, que son celebradas próximas a las de la Juventud, la segunda semana de agosto.